# Twentieth Street Historic District (Los Angeles)

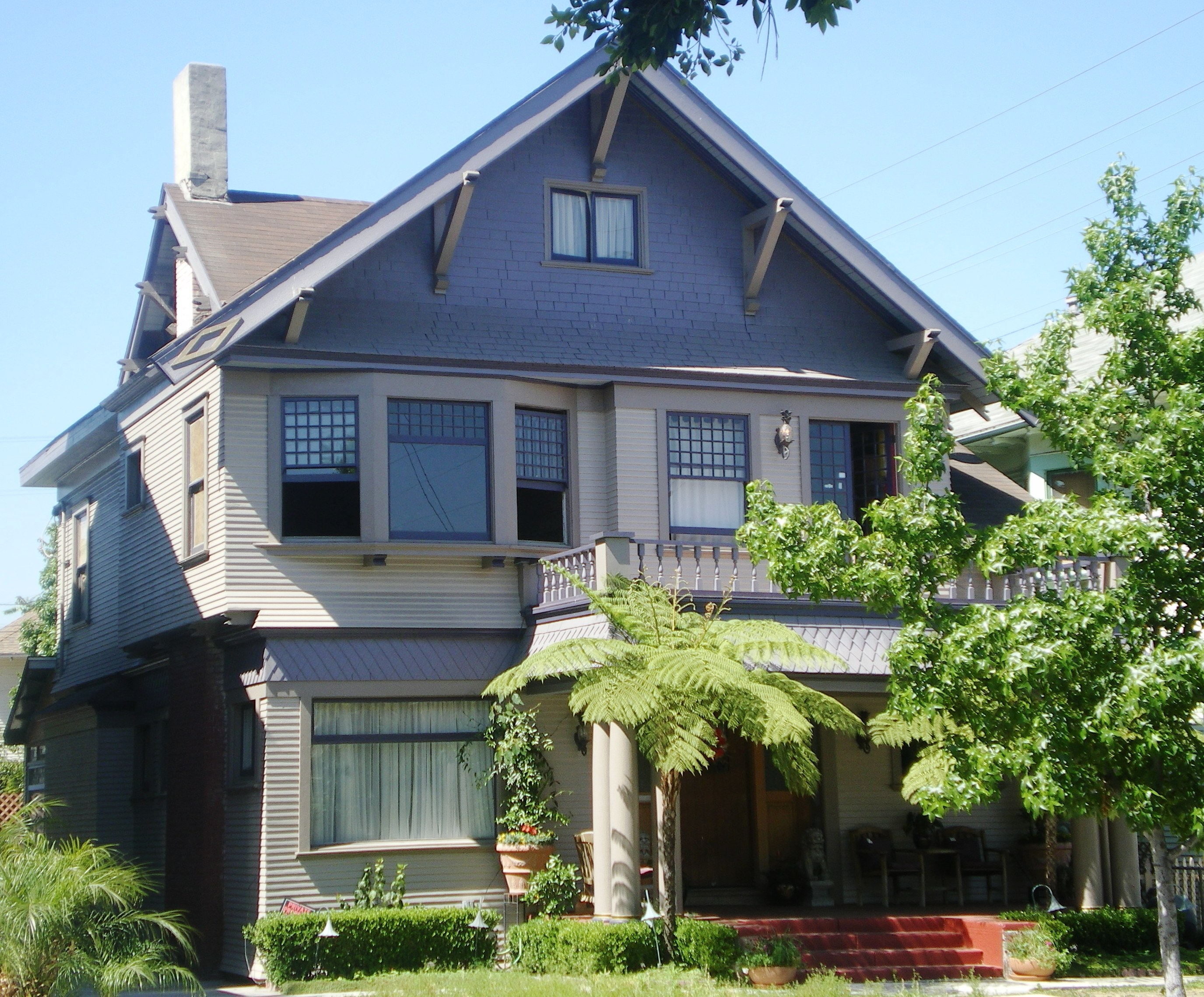
Edificio del 20th Street Historic District

Il Twentieth Street Historic District è un sottoquartiere del distretto di West Adams a Los Angeles in California. È costituito da una fila di edifici in stile Craftsman progettati da W.Wayman Watts durante la prima parte del XX secolo.
Gli edifici si trovano lungo il blocco 900 della parte sud della 20th Street.
Il Twentieth Street Historic District dal 1991 fa parte del National Register of Historic Places.